# Partit Republicà Revolucionari
El Partit Republicà Revolucionari (PRRev) fou un partit polític espanyol de curta vida que es va presentar a les eleccions de juny de 1931, conegudes com a constituents, en la circumscripció de Sevilla. Es tractava d'una candidatura unitària per la qual va obtenir un escó per a Ramón Franco Bahamonde, encara que va renunciar-ne per haver obtingut un altre a Barcelona. De gran heterogeneïtat, en formaven part també José Antonio Balbontín, del Partido Social Revolucionario, l'andalusista Blas Infante i fins i tot l'anarquista Pedro Vallina. Durant la seva campanya electoral van tenir lloc els coneguts fets de Tablada. En un dels seus mítings, celebrat el 26 de juny del mateix any a Lora del Río, es va enfonsar l'escenari i van resultar ferits Ramón Franco i Juan Galán Arrabal.